# Призрачный велосипед
Призрачный велосипед (также Белый велосипед или Велосипед-призрак) — дорожный мемориал, представляющий из себя велосипед, устанавливаемый на местах, где погиб велосипедист, как правило, после столкновения с автомобилем. Обычно велосипед окрашен в белый цвет и имеет прикреплённую табличку с датой происшествия и именем пострадавшего.
Помимо функции мемориала, данный объект служит напоминающим знаком водителю о том, что необходимо быть внимательным на дороге.
Идея покраски велосипедов в белый цвет возникла в Амстердаме в 1960-х годах как часть анархистского проекта и тактической урбанистской инициативы под названием План Белого Велосипеда. Проект был направлен на некоторого рода велошэринг. Тогда это называось "освобождением" транспорта на двух колёсах — белые велосипеды можно было брать свободно и оставлять для следующего пользователя
По данным газеты The Guardian, первый зарегистрированный велосипед-призрак был установлен в американском городе Сент-Луис в 2003 году. Свидетель аварии велосипедиста с автомобилем, поместил на место происшествия раскрашенный белой краской велосипед с табличкой, на которой была надпись «Здесь сбили велосипедиста» (англ. Cyclist struck here). Увидев, как это повлияло на поведение водителей, он при поддержке друзей установил ещё 15 призрачных велосипедов в знаковых местах Сент-Луиса, где недавно были сбиты велосипедисты. Для этого использовались повреждённые велосипеды, а иногда они специально деформировались, чтобы создать нужный эффект покорёженности.
Впоследствии движение распространилось на десятки городов и другие страны.
Композиции скорби стали появляться друг за другом: в 2004 году установили белый велосипед в Питтсбурге,  в 2005 году в Нью-Йорке и Сиэтле, в 2006 году Торонто. В некоторых городах, например в Оттаве, существует закон, согласно которому данный мемориал является легальным в течение 6 месяцев со дня его установки.
В конце 2013 и начале 2014 года Houston Ghost Bike Group установила 47 призрачных велосипедов, чтобы привлечь внимание к особенно смертоносной волне ДТП в Хьюстоне, большинство из которых были наездами с последующим бегством. Позже в 2014 году они работали над ещё 13 велосипедами, чтобы отразить все случаи гибели за последние годы.
На сегодняшний день существует примерно 630 мемориалов, в 210 местах по всему миру.
Первый и на сегодняшний день единственный призрачный велосипед в России установлен в районе Пискарёвка в Санкт-Петербурге, в память об Анастасии Кислой. Мнения людей об уместности и необходимости этого монумента разделились.

## Фото
- Призрачный велосипед в центре Берлина
- Призрачный велосипед в штате Юта
- Скульптура из призрачных велосипедов в Новом Орлеане, 2017
- Призрачный велосипед в Лондоне, 2018
- Призрачный велосипед около Дублина, 2022